# Бандель, Йозеф Эрнст
Иосиф Эрнст фон Бандель (нем. Joseph Ernst von Bandel; 17 мая 1800, Ансбах, Бавария, — 25 сентября 1876, Ридлинген, Германия) — немецкий скульптор, известен как творец памятника Арминию.

## Биография
Посещал реальное училище в Нюрнберге, потом Художественную академию в Мюнхене, где на выставке 1820 года выставлялись несколько его удачных работ (например, фигура лежащего Марса). Поработав несколько лет в Нюрнберге и Риме, Бандель возвратился в Мюнхен и вскоре создал себе известность статуей Хариты и несколькими портретами-бюстами, среди которых можно отметить портреты короля Максимилиана Баварского, Доменико Кальи, придворного художника Штилера, архитектора Гертнера.

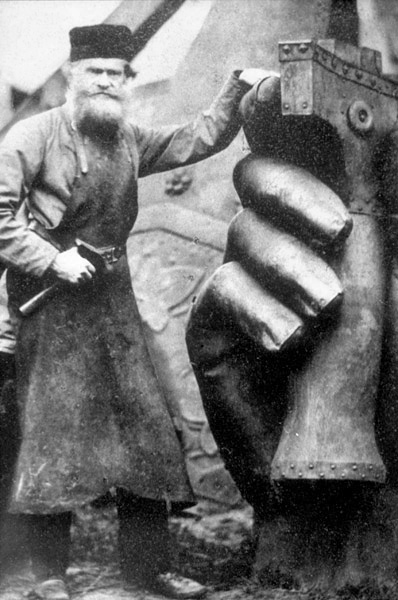
Бандель в 1870 году за работой над памятником Арминию

В 1834 году Бандель отправился в Берлин, чтобы заняться там приготовлениями к постановке грандиозного памятника Арминию, предводителю херусков, и в том же году последовал приглашению в Ганновер, где он кроме работ по украшению королевского дворца и разных церквей был занят изготовлением гипсовых моделей для статуи короля Вильгельма IV (по заказу города Гёттингена) и колоссального памятника Арминию. В начале 1838 года он поселился в Детмольде и вскоре приступил к заложению пьедестала для памятника, что было сделано в 1846 году. Но вскоре работа была прекращена из-за отсутствия средств; Бандель переселился в Ганновер, и здесь лишь в 1862 году основалось общество, при содействии которого Бандель с уверенностью мог продолжать работы над памятником Арминию. Вскоре представилось новое препятствие: не было художника или способного мастера, который взялся бы за отливку с увеличением в 10 раз модели, высотой 2,85 м. Бандель сам должен был взяться за это, ведя дальнейшие работы на собственные средства до 1871 года, когда ему дана была правительственная субсидия в 10 000 талеров на доведение до конца памятника. Таким образом 1 июля 1875 года закончен был памятник Арминию, с большой торжественностью открытый 16 августа того же года. По случаю открытия памятника Вильгельм I назначил скульптору пожизненную пенсию в 12 000 марок, а по смерти его жене — в 6000 марок.
Из остальных произведений Банделя, выполненных им в Детмольде и Ганновере, достойны упоминания Венера, убирающая свои волосы, богатый алтарь для церкви святого Петра в Гамбурге, Туснельда в плену у римлян (во весь рост), скульптурные украшения военного госпиталя и статуи Шекспира и Гольдони для Ганноверского театра.